# Alexander Wood
Alexander Lochian Wood (Lochgelly, 1907. június 12. – Gary, 1987. július 20.) skót születésű amerikai válogatott labdarúgó.
Az amerikai válogatott tagjaként részt vett az 1930-as világbajnokságon.

## Sikerei, díjai
Colchester United
- Southern Football League (1): 1937–38

USA
- Világbajnoki bronzérmes (1): 1930